# Bódis Erzsébet
Szabó-Bódis Erzsébet (Zsobok, 1923. május 12. – Gödöllő, 2013. december 3.) erdélyi származású magyar textilművész, képzőművész, újságíró.

## Életpályája
1949–1950 között a Magyar Művészeti Intézetben tanult Kolozsváron. 1950–1957 között a kolozsvári Ion Andreescu Képzőművészeti Főiskola textil szakát végezte el Widmann Valter és Bene József tanítványaként. 1957-től volt kiállító művész. Csíkszeredán, majd Marosvásárhelyen tanított és dolgozott. 1986-ban áttelepült Magyarországra; Gödöllőn élt.

### Munkássága
Népművészeti gyűjtőmunkát végzett a moldvai csángó vidéken. Tanulmányaihoz Ferenczy Noémitől és Szentimrei Judittól kapott segítséget. Népi ihletésű faliszőnyegein kívül készített még akvarelleket, rajzokat is. Könyvillusztrációval is foglalkozott.

## Családja
Férje, Katona Szabó István (1922–2013) magyar író, újságíró volt. Lányuk, Katona Szabó Erzsébet (1952-2024) magyar textilművész és látványtervező.

## Kiállításai

### Egyéni
- 1963, 1968 Marosvásárhely
- 1967 Csíkszereda
- 1968 Bukarest
- 1969 Zilah
- 2006 Budapest, Gödöllő
- 2009 Leányfalu

### Válogatott, csoportos
- 1957 Kolozsvár
- 1959-1971 Marosvásárhely
- 1988, 2006 Budapest
- 1992, 2003, 2005, 2007–2010 Gödöllő
- 1998–2003 Gödöllő

## Díjai
- A Magyar Köztársasági Érdemrend középkeresztje (2006)